# A legforgalmasabb kikötők teherforgalom szerint
Ez a lista a legforgalmasabb tengeri kikötőket a rakománytonna alapján rangsorolja, ami az egyes kikötőkön keresztül szállított rakomány teljes tömegére, illetve egyes esetekben a rakomány mennyiségére utal. A rangsor az AAPA világkikötői adatokon alapul.
A rakománytonna alapján felállított rangsorokat óvatosan kell értelmezni, mivel ezek a mérőszámok nem közvetlenül összehasonlíthatóak, és nem egységesíthetők egyetlen egységre. A mérőszám oszlopban MT = metrikus tonnák, HT = kikötői tonnák, FT = árutonnák, és RT = bevételi tonnák. 

## 2022
| Helyezés | Kikötő         | Ország    | Forgalom ezet tonnában |
| -------- | -------------- | --------- | ---------------------- |
| 1        | Ningpo-Csousan | Kína      | 1 261 340              |
| 2        | Tangsan        | Kína      | 768 870                |
| 3        | Sanghaj        | Kína      | 727 770                |
| 4        | Csingtao       | Kína      | 657 540                |
| 5        | Kanton         | Kína      | 655 920                |
| 6        | Szingapúr      | SGP       | 578 190                |
| 7        | Suzhou         | Kína      | 572 760                |
| 8        | Rizhao         | Kína      | 570 570                |
| 9        | Port Hedland   | AUS       | 566 210                |
| 10       | Tianjin        | Kína      | 549 020                |
| 11       | Rotterdam      | Hollandia | 467 390                |
| 12       | Yantai         | Kína      | 462 570                |
| 13       | Puszan         | Dél-Korea | 424 920                |
| 14       | Beibu Gulf     | Kína      | 371 340                |
| 15       | Taizhou        | Kína      | 364 440                |
| 16       | Jiangyin       | Kína      | 350 620                |
| 17       | Huanghua       | Kína      | 315 100                |
| 18       | Dalian         | Kína      | 306 130                |
| 19       | Fuzhou         | Kína      | 301 640                |
| 20       | Lianyungang    | Kína      | 301 110                |